# Hamlet Isakhanli
 (mai 2013).
Hamlet Abdoulla oglu Isayev (en azéri Hamlet İSAXANLI; en géorgien ჰამლეტ ისაევი), né le 1er mars 1948 dans le village de Kosali, près de Gardabani, en Géorgie, est un mathématicien, professeur, poète, écrivain et traducteur azerbaïdjanais, plus connu sous le nom de Hamlet Isakhanli.
Il a publié divers ouvrages sur les sciences humaines et sociales et est le fondateur de l’université Khazar à Bakou.

## Travaux
Il est docteur ès sciences physiques et mathématiques.
Ses travaux principaux en mathématiques sont publiés en russe sous le nom « Г. А. Исаев » et en anglais sous le nom « Н. A. Isayev » ou « G. A. Isaev ». Aujourd’hui[Depuis quand ?], il est connu sous le nom de Hamlet Isakhanli, car il fait publier tous ces ouvrages scientifiques et ses collections poétiques sous ce nom.
Hamlet Isakhanli est connu grâce à ses travaux scientifiques, ses études sociales et littéraires. Il est aussi fondateur de l’école « Dunya » et de la Maison d’édition à Bakou.
Son approche scientifique et critique concernant les problèmes de réforme du système de l’éducation dans les pays avec une économie en transition et sa contribution personnelle dans la réalisation de ses propres idées ont influencé les opinions et les actions des organisateurs scientifiques et éducatifs, des politiques et en tout de la société.[réf. nécessaire]
Hamlet Isakhanli lutte contre le conservatisme radical et l’injustice. Il est également connu comme scientifique-encyclopédiste,,,,,,,,,.

## Biographie
Hamlet Abdoulla oglu Isayev (Isakhanli) est né le 1er mars 1948 dans le village de Kosali de la région de Gardabani de Géorgie. En 1965, il termine ses études secondaires avec la médaille d’or (mention « très bien ») et en 1970, il finit ses études en mécanique et mathématique à l’université d’État de Bakou. Pendant les années 1970-1973, il est envoyé par l’école doctorale de l’Institut de mathématiques et de mécanique auprès de l’Académie des sciences d’Azerbaïdjan pour poursuivre ses études à l’université d’État de Moscou M.B. Lomonossov. En 1973, il soutient sa thèse et devient docteur en sciences physique et mathématiques. De 1973 à 1989, il mène des recherches à l’Institut de mathématiques et de mécanique auprès de l’Académie des sciences d’Azerbaïdjan, à l’université d’État de Moscou de Lomonossov, à l’Institut de mathématiques Steklov auprès de l’Académie des sciences d'URSS, il écrit des ouvrages fondamentaux dans différents domaines des mathématiques. En 1983, il devient docteur es sciences physiques et mathématiques en soutenant sa thèse à l’Institut de mathématiques Steklov.
Au cours des années 1990−1991, il a mène des travaux pour la création d’un nouvel établissement éducatif. C’est ainsi que l’université Khazar (en azéri : Xəzər Universitəsi ou Xəzər Universiteti, en anglais : Khazar University), la première université privée en Azerbaïdjan est créée sur la décision du cabinet des ministres de la république d’Azerbaïdjan.
En 2010, Hamlet Isakhanli annonce un concours en vue de l’élection du nouveau recteur de l’université Khazar pour s’occuper des questions stratégiques sur le développement et des travaux scientifiques et littéraires. À partir de septembre 2010, il devient président du conseil d’administration et de tutelles de l’université Khazar.
Les travaux scientifiques du professeur Hamlet Isakhanli sont riches et variés. Alors que dans le domaine de mathématiques il est connu comme Hamlet Isaev (H. A. Isaev), il utilise le nom de famille Isakhanli dans ses collections poétiques, ainsi que dans ses recherches menées dans les domaines des études humanitaires et sciences sociales. Il est connu comme l’auteur de centaines d’articles, ainsi que des monographies et des manuels sur les mathématiques, les sciences sociales et humanitaires, l’histoire des sciences et de l’éducation, l’histoire de la littérature, de la culture et de la civilisation, sur la théorie et l’histoire de la traduction… Rédacteur en chef de plusieurs revues scientifiques, des recueils et des monographies, des manuels et des dictionnaires il a participé avec des rapports scientifiques dans plusieurs pays du monde.